# Palais Léon Mba
Le palais Léon Mba ou palais de l'Assemblée nationale est un édifice situé à Libreville, la capitale du Gabon.

## Histoire
L'édifice est le lieu des séances de l'Assemblée nationale.
Inauguré en 1999 par Omar Bongo Ondimba, le palais Léon Mba est incendié en 2016 par des partisans de l’opposant Jean Ping qui refusent le verdict des urnes.
Quelque temps plus tard, la république populaire de Chine fait un don de 15 milliards de FCFA au Gabon pour rénover le bâtiment.
Après de nombreux mois de travaux, de rénovation et d'agrandissement, commencés en 2019, la cérémonie de réouverture du siège de l’Assemblée nationale s'est déroulée le lundi 14 juin 2021.